# Z Battery
Lo Z Battery era un razzo antiaereo britannico impiegato durante la seconda guerra mondiale.

## Sviluppo
Il primo prototipo dello Z Battery che era un razzo a combustibile solido ad unrotated projectile denominato UP-3, venne creato all'inizio degli anni '30 dal Projectile Development Establishmen di Fort Halstead, sotto la direzione di Alwyn Crow. All'inizio degli anni '40, alla vigilia della seconda guerra mondiale, l'allora primo Lord dell'Ammiragliato Winston Churchill sostenne la produzione di armi contraerei richiedendo "grandi forniture di proiettori [razzi]" per la difesa antiaerea della terraferma ed il fisico Frederick Lindemann che era alla carica dello sviluppo di tutti i missili, approvò la richieste di Churchill, il quale era sua grande amico.
L'arma navale aveva lo scopo di abbattere aerei a bassa quota con un filo metallico all'estremità del quale era attaccata una mina esplosiva; mentre, il sistema terrestre era dotato testata esplosiva ad alto potenziale, fatta esplodere da un fusibile di prossimità fotoelettrico appositamente progettato. Churchill, inizialmente, affidò la creazione in massa del razzo alla fabbrica di Bishopton in Scozia; però, in un secondo momento la commissionò alla fabbrica di propellenti di Ranskill. Mentre la costruzione dei corpi dei razzi invece vennero commissionati all'azienda G.A. Harvey and Co.
Nell'ottobre 1940, un prototipo della Z Battery, venne testato a Cardiff nel Galles meridionale sotto il comando di Duncan Sandys, genero di Churchill. Il test venne fatto contro un de Havilland DH.82 Tiger Moth telecomandato ed ebbe successo, ma ricevette critiche dal direttore dell'artiglieria del ministero dell'approvvigionamento che sospetta che i risultati fossero stati cambiati, nonostante ciò Churchill e Lindemann portarono avanti il progetto.

## Servizio

### Le prime prove e la battaglia d'Inghilterra

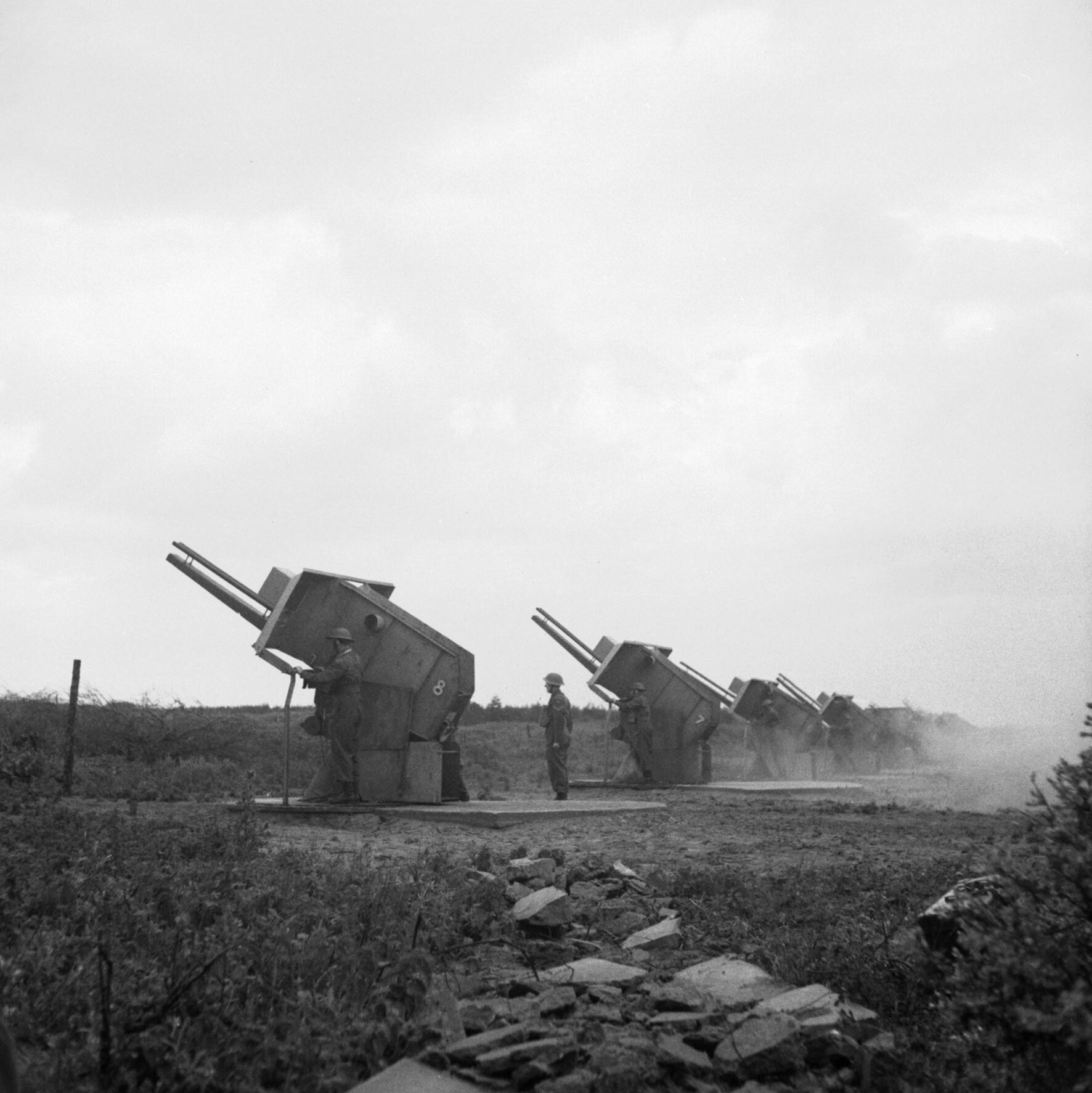
Z Battery schierata e pronta al fuoco

I primi Z Battery che erano dotati del lanciarazzi singolo Projector, 3-inch, Mark 1, vennero subito sostituiti poiché si scoprì che i razzi non funzionavano con la precisione suggerita dalle prove e che i fusibili di prossimità erano raramente efficaci. Pertanto, fu introdotta la tecnica di sparare i razzi in grandi salve e furono sviluppati proiettori in grado di sparare un numero sempre maggiore di razzi: il Projector, 3-inch, No 2, Mk 1 e il Projector, 3-inch,No 4 Mk 1, Mk 2 capace di lanciare 36 razzi alla volta in una sequenza di spari "ondulata".
Il primo utilizzo ufficiale dei Z Battery, fu durante la Battaglia d'Inghilterra nell'attacco alla Royal Air Force Station Kenley, da parte di due Dornier Do 17. Dei due, uno fu abbattuto dallo Z Battery; mentre l'altro fu abbattuto dal caporale John Miller delle guardie scozzesi, usando una mitragliatrice Lewis. Dall'inizio del 1942, le Z Battery vennero trasferite alla Home Guard, poiché l'attrezzatura era relativamente semplice da usare infatti il limite di età per usarle era di 60 anni, mentre era di 40 anni per quelli assegnati ai cannoni antiaerei convenzionali e alle batterie della difesa costiera, a causa delle munizioni più pesanti.

### L'uso terrestre: campagna del Nordafrica
Tra il 1940 e il 1943, i prototipi  2 e 4, vennero utilizzati come arma contro la fanteria durante la campagna del Nordafrica, fornendo l'ispirazione per la creazione del lanciarazzi multiplo Mattress.

## L'incidente di Bethnal Green
Il 3 marzo 1943, dopo che la stampa britannica riportò un pesante attacco della RAF sopra Berlino la notte del 1º marzo, diverse persone si rifugiarono al Bethnal Green. Alle 20:27, una Z Battery, distante poche centinaia di metri a Victoria Park, lanciò una salva di un nuovo tipo di razzo antiaereo. Il tipo inatteso e sconosciuto di esplosione causò panico e isteria di massa. Quando la folla cominciò a dirigersi verso il rifugio, una donna inciampò sulle scale, facendo cadere molti altri. In pochi secondi 300 persone furono schiacciate nel piccolo vano scale. 172 persone morirono sul posto, una in ospedale in seguito; 62 bambini morirono nell'incidente.